# Kashiwa-mochi
Le kashiwa-mochi (かしわ餅, kashiwamochi) est une pâtisserie servie à l'occasion de la fête nationale de Kodomo no Hi, le 5 mai,.
C'est un mochi (gâteau de riz gluant) fourré avec de l’anko, c'est-à-dire une purée de haricots rouges azuki sucrée, et enroulé dans une feuille de kashiwa (chêne). Les feuilles de chêne représentent la prospérité car elles ne doivent pas tomber avant que les nouveaux bourgeons n’apparaissent, ce qui symbolise que les parents ne doivent pas mourir tant que les enfants ne sont pas nés.
C’est un gâteau originaire de Tōkyō et populaire dans l’est du Japon.